# 日本国際美術展
日本国際美術展（にほんこくさいびじゅつてん、通称「東京ビエンナーレ」）は、1952年に創設された日本初・アジア初の国際美術展。隔年開催を原則として1990年まで18回開催された。
中でも1970年の第10回「人間と物質」展は、日本の美術史に大きな足跡を残すものとして知られる。

## 概要
サンフランシスコ講和条約が発行され日本が主権を回復した1952年、国内と海外を結びつける国際美術展として毎日新聞社が創設。第2回は翌1953年に行なわれ、第3回より隔年開催であるビエンナーレ方式をとる。1970年の第10回展ではそれまでの国別展示が改められ、国内外の作家によるテーマ展示が行われた。1978年の第12回展からは、国内部門は公募制となり、外国部門は一国招待方式となった。1980年以降は若手作家の受け皿としても機能し、「毎日国際」とも呼ばれた。

## 第10回「人間と物質」展

### 概要
1970年5月の東京都美術館開催を皮切りに、6月に京都市美術館、7月に愛知県美術館、8月に福岡県文化会館を巡回した。テーマと作家を選定する「総コミッショナー」は美術評論家の中原佑介。当時毎日新聞社に勤めていた美術評論家の峯村敏明が組織運営にかかわった。外国作家27名、日本人作家13名の計40名が「人間と物質：Between Man and Matter」というテーマのもと選定された。
ナショナリズムの競争舞台でもある国際展には当時、学生の反対運動で混乱した第34回ヴェネツィア・ビエンナーレ（1968）を契機に世界的な批判が高まっていた。これを背景に本展は開催年を本来の1969年から1年延期し、国別参加制、受賞制度、ジャンル別の展示形式を廃止のうえ、コミッショナー制を新設することが決められた。
中原は準備期間中に海外視察を行った。特に1969年スイス・クレストハレにて開催された、ハロルド・ゼーマンの企画展「態度が形になるとき 作品―概念―過程―状況―情報」には強く影響を受けたとされ、半数の出品作家が重複して選ばれている。作品の多くは完成された形で存在するものではなかかったため、出品作家の4分の3が展覧会の現場で制作を行った（海外作家は17名が来日）。また、美術館外や公園にも作品が設置されたことも本展の特徴のひとつとして挙げられる。
アルテ・ポーヴェラ、もの派、コンセプチュアリズム、ミニマリズムなど、当時の最先端の動向をいち早く紹介し、特にもの派の問題関心を明確化して国際的文脈に位置づけた展覧会として後年の評価が高い。

### 参加作家[7]
ディートリッヒ・アルブレヒト、カール・アンドレ、ブゼム、ダニエル・ビュラン、クリスト、ヤン・ディベッツ、ヘル・ファン・エルク、榎倉康二、ルチアーノ・ファブロ、バリー・フラナガン、ハンス・ハーケ、堀川紀夫、狗巻賢二、スティーブン＝ジェームズ・カルテンバック、河口龍夫、河原温、小池一誠(グループ「幻触」)、スタニスラフ・コリバル、小清水漸、ヤニス・クネリス、エドワルド・グラジンスキ、ソル・ルウィット、ルロフ・ロウ、松沢宥、マリオ・メルツ、成田克彦(もの派)、ブルース・ノーマン、野村仁、パナマレンコ、ジュゼッペ・ペノーネ、マルクス・レッツ、クラウス・リンケ、ライナー・ルッテンベック、ジャン＝フレデリック・シュニーデル、リチャード・セラ、庄司達、ケイス・ソニヤ、高松次郎、田中信太郎(ネオ・ダダイズム・オルガナイザーズ)、ジルベルト・ゾリオ

## 文献
- 山下晃平『日本国際美術展と戦後美術史 : その変遷と「美術」制度を読み解く』創元社、2015年。
- 『中原佑介美術批評選集 第5巻：「人間と物質」展の射程―日本初の本格的な国際展』現代企画室、2011年。